# Valmorsel
Valmorsel è una frazione di circa 460 abitanti del comune di Salizzole (Provincia di Verona).

## Geografia fisica
Valmorsel è la meno popolata delle tre frazioni del comune di Salizzole essendo anche territorialmente la meno estesa. Si trova nella parte sud-est del territorio comunale al confine con il comune di Concamarise con il quale forma un unico centro urbano e la divisione tra i due abitati è fatta da strade e non da elementi naturali. Si estende per circa un chilometro sulla strada provinciale Salizzole-Concamarise e per mezzo chilometro fino alla località "Case" sulla strada per Bionde, altra frazione del comune di Salizzole.

## Luoghi d'interesse

### Chiesa di Santa Maria Assunta e San Rocco
La chiesa è stata costruita attorno al 1951 per volontà degli abitanti della frazione che dovettero cercare fondi (soprattutto uova, farina) per l'acquisto di materiale edile che sarebbero serviti per erigerla. Per questo è soprannominata "la chiesetta impastata di uova".
La struttura è molto semplice e povera. La facciata presenta un piccolo rosone e solo una piccola porta fa accedere dentro l'edificio sacro dove è presente un'unica navata. Non presenta alcuna forma di campanile. All'interno si trova un altare in marmo della Valpolicella che sorregge una statua in legno raffigurante la Madonna. È inoltre presente una statua, sempre di legno dedicata al Santo patrono (San Rocco) che è stata prelevata all'epoca della costruzione della chiesa, da un capitello di Valmorsel.
La chiesa a partire dagli anni ottanta è stata dichiarata inagibile e quindi chiusa. Solo verso la fine degli anni novanta è iniziato il restauro e la messa in sicurezza, incentivati da imprenditori locali ed enti pubblici facendo sì che il piccolo ed umile tempietto di San Rocco venisse finalmente riaperto nel 2005.

## Economia
La piccola frazione rispecchia le realtà economiche del capoluogo e dei paesi limitrofi. La fonte di ricchezza principale rimane l'agricoltura. Sul territorio di Valmorsel viene coltivata una grande quantità di tabacco. Sono però anche presenti botteghe legate alla costruzione del mobile e sempre riguardante questo settore una delle più grandi aziende, produttrice di arredamenti, di tutto il territorio della bassa Veronese.